# عبدالله الیاسا سومه
عبدالله الیاسا سومه (انگلیسی: Abdullah Elyasa Süme؛ زادهٔ ۱۳ اوت ۱۹۸۳) بازیکن فوتبال اهل ترکیه است.
از باشگاه‌هایی که در آن بازی کرده‌است می‌توان به باشگاه فوتبال قاسم‌پاشا اسپور، باشگاه فوتبال دیاربکرسپور، باشگاه فوتبال غازی عینتاب‌اسپور، باشگاه فوتبال آنکاراگوچو، و باشگاه فوتبال سامسون‌اسپور اشاره کرد.
وی همچنین در تیم ملی فوتبال زیر ۲۱ سال ترکیه بازی کرده‌است.